# Firefly (DC Comics)
Firefly è un personaggio dei fumetti pubblicati dalla DC Comics, creato da France Herron e Dick Sprang.
È un supercriminale, apparso per la prima volta in Detective Comics n. 184 (giugno 1952) ed è un avversario di Batman. In italiano, Firefly significa lucciola, non a caso il costume del criminale assomiglia proprio a tale insetto coleottero. Firefly è un piromane e perciò, per mettere a segno i suoi crimini, utilizza il fuoco e molte altre armi ed esplosivi. La corazza da Firefly è stata dapprima indossata da Garfield Lynns ed in seguito da Ted Carson.
Il personaggio nei media, è comparso nelle serie animate Batman - Cavaliere della notte, Batman of the Future e The Batman. Fa una piccola apparizione in un episodio della serie TV Arrow ed è uno degli antagonisti nella serie TV Gotham. Nei videogiochi, ricopre un ruolo in due capitoli della serie Batman: Arkham: Batman: Arkham Origins e Batman: Arkham Knight.

## Biografia del personaggio

### Pre-Crisi
Firefly viene per la prima volta presentato come Garfield Lynns, un esperto di effetti visivi cinematografici che tenta di rapinare un teatro inscenando un incendio, solo per finire arrestato da Batman e Robin. Riesce però a scappare dalla custodia dei due, e Batman vedendo una lucciola in lontananza (lucciola in inglese appunto firefly) la scambia per la sigaretta accesa di Lynns e va nella direzione sbagliata. Ispirato dall'accaduto, Lynns decide di costruirsi un'armatura e l'identità di Firefly, commettendo i suoi crimini con l'ausilio di effetti visivi e Illusioni ottiche.
Il secondo Firefly è Ted Carson, un ricco proprietario di miniere d'oro che finisce per sperperare tutta la fortuna di famiglia nel gioco d'azzardo, decidendo così intraprendere una vita criminale al fine di mantenere il suo status di vita opulento.

### Post-Crisi
Nell'universo Post Crisi, Garfield Lynns è un esperto di esplosivi e di Pirotecnica, ma cade vittima della tremenda Crisi economica che sconvolge Gotham City, e finisce per dedicarsi alla criminalità, dimostrando inoltre i primi segni di squilibrio psicologico e di Piromania. Viene catturato e arrestato da Batman e Robin in occasione del suo primo colpo. La sua ossessione nel provocare incendi dolosi diventa tale da trasformarlo in un piromane professionista, credendo inoltre di ricevere rivelazioni da visioni che scorge tra le fiamme che provoca. Progetta e costruisce la sua armatura, dotata di Lanciafiamme, Lanciagranate, Lanciarazzi, esplosivi di vario genere e delle ali elettroniche che gli permettono di volare.
Nella saga Batman: Knightfall è uno dei criminali che riesce ad evadere grazie al piano di Bane. Il suo piano una volta evaso è di far saltare in aria tutti i posti che non ha potuto visitare da bambino. Viene catturato da Batman nel tentativo di incendiare lo zoo di Gotham. È una delle poche occasioni in cui viene mostrato il suo volto: ha occhi marroni e capelli neri con sfumature brizzolate.
Successivamente, in un tentativo di incendiare l'intera città dalle fondamenta, rimane coinvolto nell'esplosione di una fabbrica e riporta ustioni sul 90% del corpo (quale porzione del suo corpo sia rimasta intatta non è ancora stato specificato). Viene rinchiuso nella Prigione Blackgate. Durante un raid di Nightwing nella prigione al fine di liberare i detenuti dal controllo mentale di Lock-Up, Firefly afferma di voler uccidere Nightwing così da poter indossare la sua pelle sul suo corpo ustionato. Successivamente verrà mostrato quasi privo di bruciature, lasciando quindi intendere di essere parzialmente guarito dalle ustioni.
Fa una breve apparizione nell'arco narrativo della JLA Crisi Di Coscienza dove lo si vede combattere in un corpo a corpo con Catwoman per impossessarsi di un diamante, prima dell'arrivo di Batman.
Firefly è uno dei supercriminali reclutati da Maschera Nera (DC Comics) nell'arco narrativo Battaglia Per Il Mantello, entrando quindi a far parte di un gruppo di supercriminali che, approfittando dell'assenza di Batman per via della sua presunta morte (Batman R.I.P.), cercano di stabilire la propria supremazia in città. Firefly però sembra seguire i suoi schemi piuttosto che sottostare agli ordini di Maschera Nera. Ispirato dalla sostanza chimica che Maschera Nera aveva usato per costringere i criminali a sottostare al suo volere (un composto che, una volta ingerito, risponde al comando vocale di Maschera Nera che dicendo la formula chimica del composto fa in modo che colui che l'ha ingerita bruci dall'interno), costruisce dei chip elettronici che rispondendo al suo comando vocale fa bruciare viva la persona su cui è stato applicato.

## Poteri e abilità
Nelle sue apparizioni Pre-Crisi, Firefly compie i suoi crimini utilizzando luci colorate e illusioni ottiche.
Nelle sue apparizioni Post-Crisi, Firefly è un esperto di esplosivi e di pirotecnica. Ha una vasta conoscenza nel campo dell'elettronica e degli agenti infiammabili. La sua armatura è provvista di lanciafiamme, lanciagranate, lanciarazzi, un vasto arsenale di esplosivi e ali elettroniche che gli permettono di volare.

## Altri media

### Action Figure
Nonostante Firefly non sia presente nel film Il cavaliere oscuro del 2008, una action figure del personaggio è stata inclusa nella linea di giocattoli del film.

### Cinema

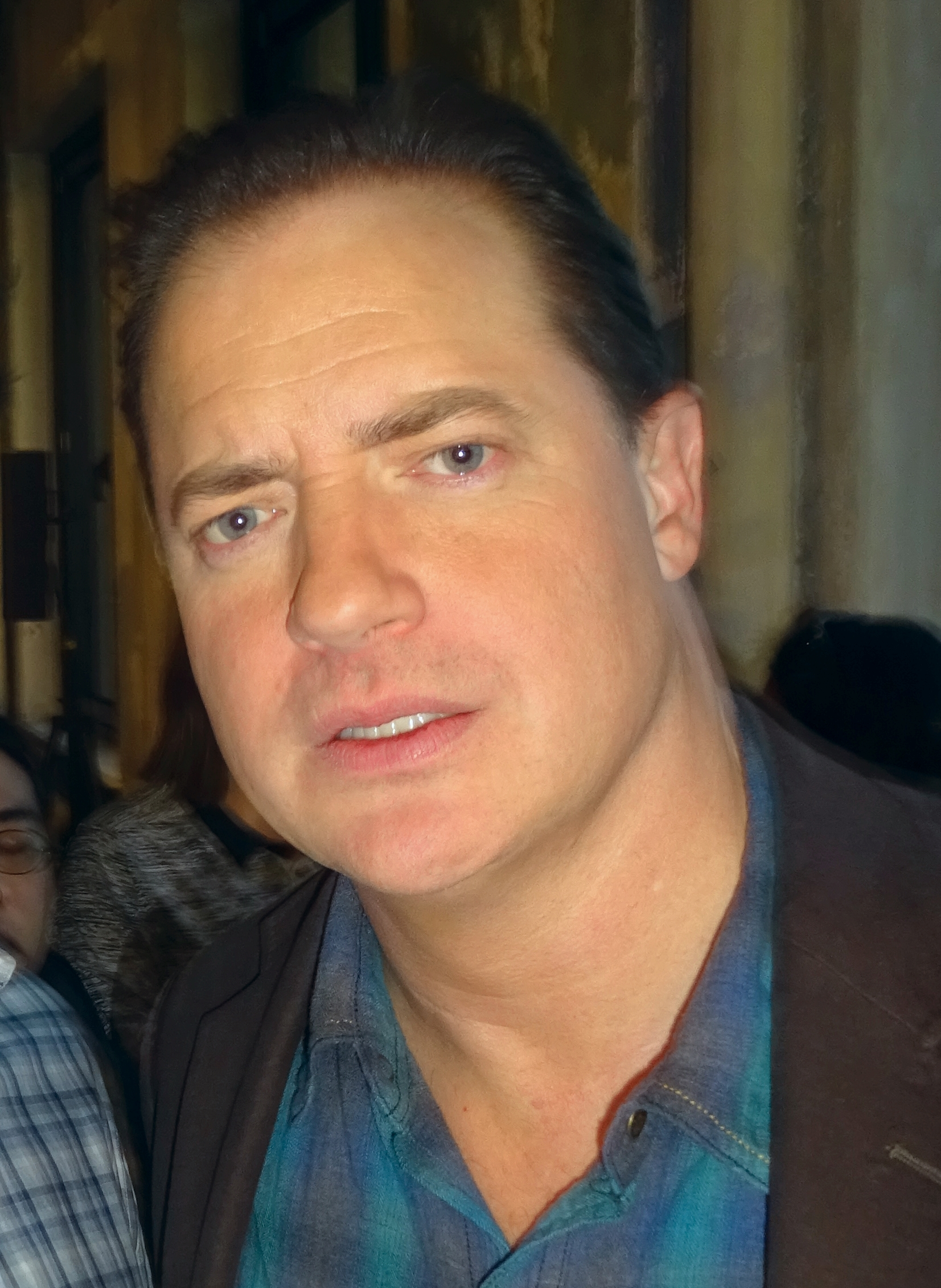
Brendan Fraser, interprete di Ted Carson, alias Firefly, nel film cancellato Batgirl.

- Ted Carson / Firefly sarebbe dovuto comparire come antagonista principale nel film del DC Extended Universe Batgirl, interpretato da Brendan Fraser, ma il film è stato cancellato il 2 agosto 2022 durante la sua post-produzione, non venendo mai distribuito.[2]

### Serie animate
- Nella serie animata del DC Animated Universe Batman - Cavaliere della notte Firefly viene chiamato Falena di Fuoco nell'edizione italiana, nonostante il nome del personaggio in realtà significhi "lucciola" (o, letteralmente, "mosca di fuoco"). Garfield Lynns viene presentato come un ingegnere pirotecnico soggetto di uno squilibrio mentale dopo che la sua fidanzata, una cantante chiamata Cassidy, lo licenzia e lo lascia per aver combinato un guaio con i suoi fuochi d'artificio a un suo concerto. Lynns attenta alla vita della ragazza ma questa viene salvata tempestivamente da Batgirl. Lynns però riesce a scappare e mette a punto la sua armatura. Rapisce Cassidy e la porta in uno stabilimento abbandonato, dove viene raggiunto e sconfitto in combattimento da Batman. In un'intervista a Wizard Magazine[senza fonte] i produttori della serie hanno ammesso che la Fox Network, che negli anni novanta trasmetteva la serie animata Batman, vietò loro di trasporre Firefly o qualunque personaggio che mostrasse segni di piromania.
- In Batman of the Future il costume di Firefly viene visto appeso su una parete della Batcaverna.
- Nella serie animata The Batman Firefly è un mercenario e piromane. Nel corso della serie subisce un incidente e viene tramutato in Phosphorus (riferimento ad un altro personaggio DC, il Dottor Phosphorus).

### Televisione
- Nel decimo episodio della serie televisiva Arrow, intitolato Bruciato, Oliver Queen si ritrova alle prese col piromane Garfield Lynns (Andrew Dunbar), che nello stesso episodio si toglie la vita.
- Il personaggio viene impersonato da Michelle Veintimilla nella seconda stagione della serie TV Gotham. Qui Firefly è Bridgit Pike, la sorella minore di una famiglia di piromani che la sfruttano in continuazione, nonché amica di Selina Kyle.

### Videogiochi
Firefly appare nei seguenti videogiochi:
- Batman: Gotham City Racer, sviluppato da Sinister Games (2001)
- LEGO Batman: Il videogioco, sviluppato da Traveller's Tales (2008)
- DC Universe Online, sviluppato da Sony Online Austin (2011)
- Batman: Arkham Origins, sviluppato da Warner Bros. Games Montréal (2013)
- LEGO Batman 3: Gotham e oltre, sviluppato da Traveller's Tales e Feral Interactive (2014)
- Batman: Arkham Knight, sviluppato da Rocksteady Studios (2015)
- Compare come penultimo Boss prima di Joker in Batman gioco della Sunsoft sviluppato per Nes nel 1991